# Mala morska deklica (kip)
Mala morska deklica (dansko Den lille Havfrue) je bronasti kip Edvarda Eriksena, ki prikazuje morsko deklico, ki postaja človek. Skulptura je postavljena na skalo ob obali na promenadi Langelinie v Københavnu na Danskem. Visoka je 1,25 metra in tehta 175 kilogramov.
Majhen in nevpadljiv kip, ki temelji na istoimenski pravljici iz leta 1837 danskega pisatelja Hansa Christiana Andersena, je ikona Københavna in je glavna turistična atrakcija od svojega odkritja leta 1913. V zadnjih desetletjih je postal priljubljena tarča ponarejanja vandalov in političnih aktivistov.
Sirena je med ikoničnimi kipi, ki simbolizirajo mesta; drugi so: kip Panie z grebena v Napieru, Nova Zelandija Manneken Pis v Bruslju, Kip svobode v New Yorku in Kristus Odrešenik v Riu de Janeiru.

## Zgodovina
Kip je leta 1909 naročil Carl Jacobsen, sin ustanovitelja Carlsberga, ki je bil navdušen nad baletom o pravljici v Kraljevem gledališču v Københavnu in je prosil balerino Ellen Price, naj bo model za kip. Kipar Edvard Eriksen je ustvaril bronasti kip, ki je bil odkrit 23. avgusta 1913.[5] Glava kipa je bila oblikovana po Ellen Price, a ker se balerina ni strinjala z modeliranjem v goli obliki, je bila za telo uporabljena kiparjeva žena Eline Eriksen.
Mestni svet Kopenhagna je uredil prestavitev kipa v Šanghaj v danski paviljon za čas trajanja razstave Expo 2010 (od maja do oktobra), kar je bilo prvič, da so ga uradno premaknili z mesta, odkar so ga postavili skoraj stoletje prej. Medtem ko je bil kip odsoten v Šanghaju, je bila avtorizirana kopija razstavljena na skali v jezeru v bližnjem vrtu Tivoli v Københavnu. Københavnski uradniki so razmišljali o tem, da bi kip premaknili nekaj metrov ven v pristanišče, da bi preprečili vandalizem in preprečili, da bi se turisti povzpeli nanj, toda od septembra 2022 kip ostaja na suhem ob obali v Langelinieju.
V pravljici morska deklica reši življenje princa, ki je doživel brodolom, in se odloči za tvegano dejanje - osvojiti njegovo ljubezen. Da bi lahko postala človek, se mora odreči svojemu glasu in plavuti. Poleg tega lahko postane človek samo, če jo bo princ ljubil in če se le-ta ne poroči s kakšno drugo žensko, drugače bo umrla s strtim srcem in se spremenila v morsko peno. Mala morska deklica očara princa, ki se pa ne zaljubi vanjo. Princ se poroči s princeso sosednjega kraljestva in Mali morski deklici stre srce. Kljub temu, da bi lahko ostala človek tako, da bi ubila princa, se ne odloči za to dejanje in se raje vrže v valove. Njeno telo se spremeni v morsko peno, a njena duša postane duh, hči zraka.

## Vandalizem
Kip je bil od sredine 1960-ih iz različnih razlogov večkrat poškodovan in uničen, a je bil vsakič obnovljen.
24. aprila 1964 so politično usmerjeni umetniki situacionističnega gibanja, med njimi Jørgen Nash, odžagali in ukradli glavo kipa. Glava ni bila nikoli vrnjena, izdelali so novo glavo in jo postavili na kip.
22. julija 1984 sta dva mladeniča odžagala desno roko in jo dva dni kasneje vrnila.
Leta 1990 je poskus, da bi kipu odrezali glavo, pustil 18 centimetrov globoko vreznino na vratu.
6. januarja 1998 je bil kip ponovno obglavljen; krivcev nikoli niso našli, vendar je bila glava anonimno vrnjena bližnji televizijski postaji in ponovno pritrjena 4. februarja.
V noči na 10. september 2003, je bil kip z eksplozivom odbit s podnožja in pozneje najden v vodah pristanišča. V sireninem zapestju in kolenu so bile izvrtane luknje.
Kip je bil večkrat polit z barvo, vključno z eno epizodo leta 1963 ter dvema marca in maja 2007. 8. marca 2006 so kipu na roko pritrdili vibrator, ga polili z zeleno barvo in na njem napisali datum 8. marec. Sumijo, da je bil vandalizem povezan z mednarodnim dnevom žena, ki je 8. marec. Kip je bil 30. maja 2017 najden polit z rdečo barvo, na njem pa je bilo napisano sporočilo Danska [sic] brani kite Ferskih otokov, ki se nanaša na kitolov na Ferskih otokih (avtonomna država v Kraljevini Danski). Približno dva tedna kasneje, 14. junija, so kip prelili z modro in belo barvo. Na tleh pred kipom je pisalo Befri Abdulle (Osvobodite Abduleja), vendar takrat ni bilo jasno, na kaj se to nanaša. Kasneje je policija povedala, da se je pisanje verjetno nanašalo na Abdulleja Ahmeda, somalskega begunca, ki je bil od leta 2001 pridržan v enoti visoke varnosti na Danskem zaradi priporne kazni. 13. januarja 2020 so podporniki protestov v Hongkongu v letih 2019–2020 naslikali Free Hong Kong na kamen, na katerega so postavili kip. 3. junija 2020, po protestih Georgea Floyda in gibanja Black Lives Matter, je bil kip vandaliziran z besedami rasistične ribe, napisano na njegovem kamnitem podstavku, kar je opazovalce in strokovnjake pustilo v začudenju, saj ni bilo nič povezano s kipom, H. C. Andersenom ali njegovo pravljico, da bi lahko razlagali kot rasistično. Marca 2022 je bilo na kamnitem podstavku kipa napisano Z = svastika, kar naj bi pomenilo nasprotovanje Rusiji in njeni invaziji na Ukrajino, kjer so ruske sile pogosto uporabljale Z kot svoj simbol. Skoraj natanko leto kasneje je bila na kamnu naslikana ruska zastava, kar naj bi pomenilo podporo Rusiji.
Čeprav se kip ne obravnava kot vandalizem, ker kip ni poškodovan, so ga ljudje večkrat oblekli, bodisi za zabavo bodisi za resnejše izjave. Leta 2004 je bil kip ogrnjen v burko v znak protesta proti prošnji Turčije za pridružitev Evropski uniji. Maja 2007 so ga ponovno našli oblečenega v muslimansko obleko in naglavno ruto. Drugi primeri so časi, ko je bila božična kapa dana na glavo ali pa je bil oblečen v drese norveške ali švedske nogometne reprezentance (zlasti danska in švedska ekipa imata zelo tekmovalno rivalstvo).

## Kopije
Poleg razstavljenega kipa, ki je replika izvirnika, je po vsem svetu več kot trinajst nepoškodovanih kopij kipa, ki so na seznamu Mermaids of Earth vključno: Solvang v Kaliforniji; Kimballton, Iowa; Piatra Neamţ, Romunija; Torrejón de Ardoz (Madrid), Španija; Seul, Južna Koreja; in pol manjša kopija v Calgaryju, Alberta, Kanada. Grob dansko-ameriškega zabavljača Victorja Borgea ima tudi kopijo. Letališče v Københavnu ima tudi repliko morske deklice skupaj s kipom Andersena.
Nekaj kipov, podobnih Mali morski deklici, je na Siciliji. Prvega je postavil leta 1962 na obali v Giardini Naxosu in meri okoli štiri metre visoko nad vodnjakom. Drugi prikazuje morsko deklico Post na globini morja približno 18 metrov. Znotraj zaščitenega morskega območja Plemmiro v Sirakuzah.
Kip 'Male morske deklice' gleda na plažo Larvotto v Monaku. Leta 2000 jo je s plastmi kovine ustvaril Kristian Dahlgard v poklon Dancem, ki živijo v Monaku, in pokojnemu princu Rainierju III., da bi obeležili 50. obletnico njegovega vladanja.
Kopija kipa predstavlja danski prispevek Mednarodnim vrtom miru v Salt Lake Cityju. Polovična replika je bila ukradena 26. februarja 2010, vendar je bila 7. aprila najdena zapuščena v parku.
Repliko kipa je Danska leta 1960 podarila Braziliji v čast izgradnje Brasílie, nove prestolnice države, ki je bila slovesno odprta leta 1960. Namestili so ga le 5 let kasneje pred glavno stavbo poveljstva brazilske mornarice v Brasílii, zvezno okrožje, kjer je še danes.

## Težave z avtorskimi pravicami
Kip je avtorsko zaščiten do 1. januarja 2030, sedemdeset let po smrti ustvarjalca. Od leta 2019 je mogoče kupiti replike, ki jih je družina Eriksen odobrila za prodajo. Danski časopis Berlingske je bil leta 2020 tožen zaradi objave karikatur, ki so parodirale kip kot del članka o danski debatni kulturi in desničarskih idejah. Časopis je bil obtožen demonizacije Male morske deklice in sodišče mu je naložilo plačilo 285.000 kron. Časopis je februarja 2022 izgubil pritožbo.
Replika je bila nameščena v Greenvillu v Michiganu leta 1994 v čast danske dediščine mesta in je stala 10.000 $. Leta 2009 je Društvo za pravice umetnikov zahtevalo od mesta licenčnino v višini 3800 $, saj je trdilo, da delo krši Eriksenove avtorske pravice. Približno 76 cm višine je replika v Greenvillu pol manjša od originala in ima drugačen obraz ter večje prsi in druge razlikovalne dejavnike. Kasneje so poročali, da je bila pritožba o avtorskih pravicah opuščena.
Obstajajo podobnosti med kipom Male sirene in kipom Panie of the Reef na obali v Napierju na Novi Zelandiji ter nekaj podobnosti v zgodbah o mali morski deklici in Paniji. Kip potapljačice iz leta 1972 (z naslovom Dekle v neoprenski obleki avtorja Eleka Imredyja) v Vancouvru v Britanski Kolumbiji v Kanadi je bil naročen, ko so oblasti Vancouvra, ker niso mogle dobiti dovoljenja za reprodukcijo kipa v Københavnu, izbrale sodobno različico.
Leta 2016 so podoben kip postavili v pristanišču v mestu Asaa na Danskem, kjer je prav tako nameščen na vrhu skale. Dediči kiparja tožijo, češ da je kip Asaa preveč podoben slavnemu, ter zahtevajo odškodnino in uničenje kipa Asaa.